# João Soares (politico)
João Barroso Soares (Lisbona, 29 agosto 1949) è un politico portoghese.
Esponente del Partito Socialista, è eletto per più mandati all'Assemblea della Repubblica.
In occasione delle elezioni europee del 1994 approda al Parlamento europeo; lascia il seggio nel 1995 per assumere la carica di sindaco di Lisbona.
Nel 2015 entra a far parte del governo Costa I in qualità di ministro della cultura.